# Ampulex khasiana
Ampulex khasiana är en  stekelart som beskrevs av Cameron 1903. Ampulex khasiana ingår i släktet Ampulex och familjen Ampulicidae. Inga underarter finns listade i Catalogue of Life.